# 대구 동화사 염불암 극락구품도
대구 동화사 염불암 극락구품도(大邱 桐華寺 念佛庵 極樂九品圖)는 대한민국 대구광역시 동구, 동화사에 있는 조선시대의 불화이다. 2012년 1월 30일 대구광역시의 유형문화재 제58호로 지정되었다. 

## 개요
헌종 7년(1841)에 중수된 기록을 통해 1841년 이전에 조성된 것으로 추정할 수 있다. 아미타불이 주재하고 있는 극락정토의 아미타회상장면과 중생들의 왕생장면을 한 화면에 아미타삼존과 연지(蓮池), 성중(聲衆)의 3단으로 나누어 안정감 있게 표현하였다. 안정된 구도와 가사나 천의 등에 보이는 섬세한 선묘와 적록의 강한 대비가 어울리는 완성도가 높은 작품이다.

## 같이 보기
- 동화사

## 참고 자료
- 대구 동화사 염불암 극락구품도 - 국가유산청 국가유산포털